# 大汶口镇
大汶口镇，是山东省泰安市岱岳区下辖的一个镇。1959年考古发现的“大汶口文化”即得名于此。大汶口位于岱岳区南部，毗邻马庄、满庄、北集坡、房村等镇，南与宁阳县的磁窑镇、华丰镇隔柴汶河相邻。

## 行政区划
大汶口镇下辖以下地区：
东大吴村、太平街村、山西街村、兴华街村、和平村、曹家庄村、卫驾庄村、王家院村、送驾庄村、东武村、土门村、颜谢东村、颜谢西村、颜谢南村、颜谢北村、申村东村、申村西村、柏子村、马大吴村、西大吴村、北大吴村、车家洼村、北西遥村、南西遥村、尚家院村、焦家庄村、前周家院村、后周家院村、石家庄村、彭徐店村、陈家石墙村、郝家石墙村、杭家石墙村、户家石墙村、南臭泉村、庞家庄村、大侯村、王庄村、程家庄村、孙家庙村、杨家庄村、郭家楼村、岳家庄村、东庄村和双杨店村。

## 中国传统村落
2012年，山西街村被评为首批“中国传统村落”。